# Abdesselem Knani
 (septembre 2024).
Si vous disposez d'ouvrages ou d'articles de référence ou si vous connaissez des sites web de qualité traitant du thème abordé ici, merci de compléter l'article en donnant les références utiles à sa vérifiabilité et en les liant à la section « Notes et références ».
Abdesselem Knani ou Abdessalem Knani (arabe : عبد السلام الكناني), né en 1911 à Akouda et mort le 3 décembre 2007 à Tunis, est un homme politique tunisien.

## Biographie
Après des études primaires suivies à Akouda et des études secondaires à Tunis, il effectue des études supérieures de mathématiques spéciales en France. De retour en Tunisie, il est affecté au Collège Sadiki et poursuit d'autres activités, notamment dans le mouvement syndicaliste.
Après l'indépendance de la Tunisie en 1956, il occupe les fonctions de ministre du Plan, avec le titre de secrétaire d'État, entre le 29 juillet 1957 et le 30 décembre 1958, puis de ministre de l'Agriculture jusqu'au 3 avril 1962.
Il est alors nommé PDG de la Société tunisienne de l'électricité et du gaz, poste qu'il occupe jusqu'en 1967. Il est ensuite premier président du Tribunal administratif et enfin directeur de l'École nationale d'administration.